# 方法工程
方法工程（英語：methods engineering），簡稱方工，是工業工程和製造工程的子專業領域，涉及工業生產過程中的人員整合。或者，方法工程可解釋為涉及人的生產過程之設計。方法工程師的任務是決定在將原物料轉換成最終產品的過程中該如何運用人員，並且讓人員可最有效率地執行被分配的工作。